# 日本一ソフトウェア
株式会社日本一ソフトウェア（にっぽんいちソフトウェア、英: Nippon Ichi Software, Inc.）は、岐阜県各務原市に本社を置き、コンピュータソフトウェアの開発・製造・販売を主な事業内容とする日本の企業。旧社名、有限会社プリズム企画。

## 概要
サン電子の営業マンだった北角浩一らが設立した有限会社プリズムを前身とする。
北角はナムコの元社員・宗清紀之と営業マンのよしみで親しかったため、アイマックスに移籍した宗清を通じて仕事を請け負い、『デュアルオーブ』（1993年4月発売）などを開発していた。
その後、日本一ソフトウェアを設立する。社名は「それぞれが誰にも負けない才能を持ち寄ることで、今までにない面白いゲームを作りたい」という理念に由来する。命名は北角浩一によるもの。
日本一ソフトウェア設立後も『花札グラフィティー 恋々物語』を開発して、アイマックスを通じて発売していた。さらに、宗清が株式会社フォグを立ち上げ、そのデビュー作となる『美少女花札紀行 みちのく秘湯恋物語』（1997年8月）の開発を担った。
初期の作品はテーブルゲームやシミュレーションRPGといった幅広いジャンルの作品を手掛けており、うち1998年12月に発売されたシミュレーションRPG『マール王国の人形姫』は、当時としては珍しくミュージカルの要素を取り入れたことで知られている。また、開発を担当したフォグの『久遠の絆』（1998年12月）もヒットし、フォグの代表作となった。一方、このころの日本一ソフトウェアは社員数が少なく、自社作品の開発で多忙だったことに加え、移植技術も不十分だったため、しばらくの間フォグとの付き合いは薄れた。
2003年発売の『魔界戦記ディスガイア』は幅広いやりこみ要素が評判を呼び、のちにシリーズ化したほか、同作のキャラクター「プリニー」は日本一ソフトウェアのマスコットとなった。
2007年3月発売の『雨格子の館』以降は両社共同でアドベンチャーゲームを多数発表してきた。
2016年、フォグの代表取締役社長・宗清紀之の死去に伴い、遺族とも相談の上、同社を子会社化した。
2017年1月には、日本国外のインディーゲームのローカライズに特化したレーベル「日本一 Indie Spirits」を発足した。その半年ほど後の8月には岐阜新聞社やヒラタ産業と組んで第1回「全国エンタメまつり」を開いた。
2022年8月19日、13年間にわたって代表取締役社長を務めてきた新川宗平が退任。
2023年に世古哲久が社長に就任する。しばらくして世古の体調が悪化し、補佐するために管理部門の猿橋健蔵が2025年1月1日から副社長に就任した。その矢先の1月24日に世古が急逝し、猿橋が急遽社長に就任した。

## 沿革
- 1991年9月 - 北角浩一ら元サン電子スタッフの共同出資で、有限会社プリズム（現:有限会社ローゼンクイーン商会）設立。
- 1993年7月12日 - 有限会社プリズムの営業業務の分離のため、岐阜県各務原市鵜沼三ツ池町において有限会社プリズム企画設立。
- 1994年11月4日 - 有限会社プリズム企画は有限会社プリズムの開発業務の移管を受け、社名を有限会社日本一ソフトウェアに変更。同時に岐阜県各務原市鵜沼川崎町に移転。
- 1995年
  - 2月 - PlayStation向けゲームソフトを発売開始。
  - 7月7日 - 有限会社日本一ソフトウェアを株式会社に組織変更。
- 2000年12月 - PlayStation 2向けゲームソフトを発売開始。
- 2001年4月 - iモード公式サイト『ローゼンクイーンランド（後・日本一GAMES）』配信開始
- 2003年
  - 7月 - 本社を岐阜県各務原市那加雄飛ケ丘町に移転。
  - 8月23日 - 岐阜県の各務原市民会館で創立10周年記念のチャリティーコンサートを開催[13]。
  - 12月 - 米国カリフォルニア州アナハイム市においてNIS America, Inc.を設立（現・連結子会社）。
- 2005年
  - 1月 - 岐阜県各務原市那加雄飛ヶ丘町にエンターテインメント事業部用建物完成。
  - 12月 - PlayStation Portable向けゲームソフトを発売開始。
- 2007年
  - 3月 - アミューズメント施設「ローゼンクイーンランド各務原店」の運営と業務用ゲーム機器「ネットキャスト～とあみ～」の発売開始。
  - 6月13日 - ジャスダック上場。
  - 9月 - 株式会社システムプリズマを株式取得による子会社化（2016年10月当社に吸収合併）。
- 2008年
  - 1月 - PlayStation 3向けゲームソフトを発売開始。
  - 1月 - 本社を現在地に移転。
  - 4月 - 子会社NIS Europe, Inc.を設立（2009年解散）。
  - 5月 - ニンテンドーDS向けゲームソフトを発売開始。
- 2009年
  - 3月 - Wii向けゲームソフトを発売開始。
  - 7月 - 代表取締役社長に、常務取締役開発部長であった新川宗平が就任し、代表取締役社長であった北角浩一は会長職へ[14]。
- 2010年
  - 2月 - 岐阜県各務原市に子会社の株式会社STUDIO ToOeufを設立。
  - 4月 - 横浜市中区に子会社の宍喰屋株式会社を設立（2016年3月当社に吸収合併）。
- 2011年
  - 7月 - ニンテンドー3DS向けゲームソフトを発売開始。
  - 12月 - PlayStation Vita向けゲームソフトを発売開始。
  - 12月 - 子会社の株式会社ディオンエンターテインメントを設立（2015年2月に株式会社エンターテインメントサポートに商号変更。2021年2月に清算）。
- 2012年
  - 3月 - トレーディングカードゲームとキャラクターグッズの店「プリニークラブ」の運営開始[15]。
  - 7月 - 設立20周年を迎える2013年7月までの1年を「日本一ソフトウェア20周年祭」とし、イベントや新作の発売を発表。社名ロゴを安達花鏡によるデザインに変更。[16]
  - 10月 - 大阪市に大阪開発室を開設。
  - 11月 - シンガポールにNippon Ichi Software Asia Pte. Ltd.を設立
  - 12月 - 「The most prolific publisher of Strategy Role-Playing video games（最も多くのシミュレーションRPGを発売した会社）」としてギネス世界記録に認定されたことを発表[17]。のちに、登録自体は2008年に行われていたこと、公式発表は行わなかったが「世界でもっともレベル上げができるゲーム」「世界でもっともイニシャルダメージが大きいゲーム」という記録の登録もあったことが明かされている[18]。
- 2013年
  - 5月 - プロサッカークラブFC岐阜とオフィシャルスポンサー契約を締結。同社のゲームキャラクターであるプリニーの着ぐるみがスタジアム応援キャラクターとして登場するようになる[19]。翌2014年3月に期限付き移籍という形で同FCの「応援マスコット」に正式に就任[20]。
- 2015年
  - 3月 - PlayStation 4向けゲームソフトを発売開始。
  - 4月 - Nippon Ichi Software Vietnam Co., Ltd.を設立[21]。
- 2016年
  - 7月1日 - 株式会社フォグを全株式取得により子会社化（2022年3月に清算）[22]。
  - 10月1日 - 子会社の株式会社システムプリズマを吸収合併[23]。
- 2017年
  - 3月 - Nintendo Switch向けゲームソフトを発売開始。
  - 8月5日 - 全国エンタメまつりを初開催。主催は「宇宙と大地プロジェクト実行委員会（岐阜新聞社・日本一ソフトウェア）」とヒラタ産業によって構成された全国エンタメまつり実行委員会[24][9]。
- 2018年5月 - 子会社の株式会社たのしみチームを設立（2019年5月に株式会社楽しみチームに商号変更）。
- 2019年12月 - 岐阜県各務原市に株式会社システムソフト・ベータを設立
- 2020年1月1日 - 子会社のシステムソフト・ベータがシステムソフト・アルファーのゲームソフト開発部門を事業承継[25]。
- 2021年1月1日 - PlayStation 5向けゲームソフトを発売開始。
- 2022年
  - 4月 - 東京証券取引所の新市場区分化に伴い、スタンダード市場に移行。
  - 8月19日 - 新川宗平が代表取締役社長および取締役を辞任。取締役会長である北角浩一が社長職を兼任[10]。
  - 12月23日 - 有限会社ローゼンクイーン商会を開示対象より除外。
  - 11月 - 子会社の株式会社名古屋グラフィックスタジオを設立。
- 2023年
  - 7月1日 - 代表取締役社長に、専務取締役であった世古哲久が就任[26]。
  - 7月12日 - 設立30周年を迎える。
- 2025年
  - 1月24日 - 代表取締役社長の世古哲久が死去[27][11]。
  - 1月29日 - 代表取締役社長に、代表取締役副社長兼管理部長の猿橋健蔵が就任[28]。

## グループ企業
日本一ソフトウェア
事業持株会社。コンピュータゲームソフトの開発・発売、モバイルゲームの配信（日本一GAMESなど）や、ゲームソフト関連グッズの開発・販売のほか、トレーディングカードゲームショップ（プリニークラブ）の運営や、インターネットのホスティングサービスなどを行っている。
連結子会社
NIS America, Inc.
2003年12月に米国カリフォルニア州アナハイム市に設立。2004年8月には最初のタイトル『ファントム・ブレイブ』を北米で発売。2005年8月にカリフォルニア州サンタアナ市に移転。日本一ソフトウェア開発作品や、ガストやアイディアファクトリーなど他社のゲームソフトの北米版の発売および日本製アニメの北米版の発売も行っている。『ドラグナーズアリア 竜が眠るまで』には開発にも参加している。
STUDIO ToOeuf
2010年2月設立。開発子会社。
Nippon Ichi Software Vietnam Co., Ltd.
2015年4月設立。かつて現地責任者を務めていた猿橋健蔵が2025年にファミ通とのインタビューの中で語った内容によると、本社で制作するゲームの3Dグラフィック周りの開発をしていたという。
楽しみチーム
岐阜県内の大学学生寮の運営会社。2018年5月設立。
システムソフト・ベータ
2019年12月設立。2020年1月よりシステムソフト・アルファーのゲーム開発部門を承継。
名古屋グラフィックスタジオ
2022年11月設立。

関連会社
有限会社ローゼンクイーン商会
創業時の事業会社で、日本一ソフトウェアの筆頭株主。旧社名は有限会社プリズム。現・日本一ソフトウェアに2段階の業務の移管を行い、現在は、創業者・会長の北角浩一と近親者による財産保全会社となっている。
現状において資産管理以外の活動を行っていないことを鑑み、2022年12月23日をもって「その他の関係会社」の該当より外れ、開示対象外となっている。
その他に、NIS America元社長の明永敏悟が設立したゲーム関連会社プリアップに、アイディアファクトリーと共に出資している。出資比率は10%。

### 過去のグループ企業
システムプリズマ
1989年12月に設立。ゲームソフト開発の下請けを行っていた。2007年9月28日に日本一ソフトウェアの100%子会社となる。2016年、日本一ソフトウェアに吸収合併。
カウンターストップ、ノラ
2011年4月設立。開発子会社。2013年度に清算。
宍喰屋
NIS America傘下の連結子会社。2010年4月に設立。ゲーム周辺グッズなどを扱う。2015年、日本一ソフトウェアに吸収合併。
Nippon Ichi Software Asia Pte. Ltd.
2020年度に清算。
フォグ
日本一ソフトウェアの非連結子会社。2021年12月に解散。
エンターテインメントサポート
日本一ソフトウェアの連結子会社。2011年12月にディオンエンターテインメントとして設立。2015年2月よりディオンエンターテインメントから社名変更。2020年9月4日に解散。

## ゲームソフトウェア

### プリズム時代
| 発売日          | タイトル                   | プラットフォーム   | 備考          |
| --------------- | -------------------------- | ------------------ | ------------- |
| 1992年010月29日 | コズモギャング・ザ・ビデオ | スーパーファミコン | 発売:ナムコ   |
| 1993年04月16日  | デュアルオーブ 聖霊珠伝説  | スーパーファミコン | 発売:I'MAX    |
| 1994年03月04日  | ザ・キングオブドラゴンズ   | スーパーファミコン | 発売:カプコン |
| 1994年07月22日  | ジグソーパーティ           | スーパーファミコン | 発売:ホリ電機 |
| 1994年12月29日  | デュアルオーブII           | スーパーファミコン | 発売:I'MAX    |

### 日本一ソフトウェア時代
2010年代以降の表の「ダ」に「●」があるものはダウンロード専用ソフト。

#### 1990年代
| 発売日         | タイトル                                              | プラットフォーム | 備考              |
| -------------- | ----------------------------------------------------- | ---------------- | ----------------- |
| 1995年02月03日 | ジグソーワールド                                      | PlayStation      |                   |
| 1995年10月13日 | The 鬼退治!!めざせ!二代目桃太郎                       | PlayStation      |                   |
| 1996年05月10日 | 花札グラフィティー 恋々物語                           | PlayStation      | 発売:アイマックス |
| 1996年09月13日 | ジグソーアイランド                                    | PlayStation      |                   |
| 1996年12月20日 | ロジック麻雀 創龍                                     | PlayStation      |                   |
| 1997年07月03日 | エンジェル・ブレード                                  | PlayStation      | 発売:オンデマンド |
| 1997年10月13日 | どきどきシャッターチャンス★〜恋のパズルを組み立てて〜 | PlayStation      |                   |
| 1998年01月08日 | サテライTV                                            | PlayStation      |                   |
| 1998年05月21日 | 炎の料理人クッキングファイター好                      | PlayStation      |                   |
| 1998年10月01日 | ロジック麻雀 創龍 エクセレント                        | PlayStation      |                   |
| 1998年12月17日 | マール王国の人形姫                                    | PlayStation      |                   |
| 1999年05月04日 | ロジック麻雀 創龍 三人打ち                            | PlayStation      |                   |
| 1999年11月25日 | リトルプリンセス マール王国の人形姫2                  | PlayStation      |                   |

#### 2000年代
| 発売日         | タイトル                                                    | プラットフォーム     | 備考                                 |
| -------------- | ----------------------------------------------------------- | -------------------- | ------------------------------------ |
| 2000年08月03日 | ロジック麻雀 創龍 四人打ち・三人打ち                        | PlayStation          |                                      |
| 2000年12月21日 | 天使のプレゼント マール王国物語                             | PlayStation 2        |                                      |
| 2001年11月15日 | マールDEジグソー                                            | PlayStation          |                                      |
| 2002年01月31日 | ラ・ピュセル 光の聖女伝説                                   | PlayStation 2        |                                      |
| 2003年01月30日 | 魔界戦記ディスガイア                                        | PlayStation 2        |                                      |
| 2003年04月24日 | マールじゃん!!                                              | PlayStation 2        |                                      |
| 2004年01月22日 | ファントム・ブレイブ                                        | PlayStation 2        |                                      |
| 2004年08月05日 | 流行り神 警視庁怪異事件ファイル                             | PlayStation 2        |                                      |
| 2004年10月21日 | ラ・ピュセル 光の聖女伝説 2周目はじめました。               | PlayStation 2        |                                      |
| 2005年03月17日 | ファントム・キングダム                                      | PlayStation 2        |                                      |
| 2005年05月12日 | 永遠のアセリア -この大地の果てで-                           | PlayStation 2        | 開発:ザウス                          |
| 2005年07月14日 | 流行り神Revenge 警視庁怪異事件ファイル                      | PlayStation 2        |                                      |
| 2005年08月11日 | 蒼い海のトリスティア                                        | PlayStation 2        | 開発:工画堂スタジオ / くまさんちーむ |
| 2005年10月13日 | RASETSU 羅刹 -Alternative-                                  | PlayStation 2        | 開発:工画堂スタジオ                  |
| 2005年12月15日 | 流行り神PORTABLE 警視庁怪異事件ファイル                     | PlayStation Portable | 開発:オーツー                        |
| 2006年02月23日 | 魔界戦記ディスガイア2                                       | PlayStation 2        |                                      |
| 2006年08月03日 | ファントム・ブレイブ 2周目はじめました。                    | PlayStation 2        |                                      |
| 2006年11月30日 | 魔界戦記ディスガイア PORTABLE                               | PlayStation Portable |                                      |
| 2007年02月15日 | ソウルクレイドル 世界を喰らう者                             | PlayStation 2        |                                      |
| 2007年02月22日 | 蒼い空のネオスフィア 〜ナノカ・フランカ発明工房記2〜        | PlayStation 2        | 開発:工画堂スタジオ / くまさんちーむ |
| 2007年03月08日 | 雨格子の館                                                  | PlayStation 2        | 開発:フォグ                          |
| 2007年04月12日 | グリムグリモア                                              | PlayStation 2        | 開発:ヴァニラウェア                  |
| 2007年08月23日 | ドラグナーズアリア 竜が眠るまで                             | PlayStation Portable | 開発:ヒットメーカー                  |
| 2007年11月15日 | 流行り神2 警視庁怪異事件ファイル                            | PlayStation 2        |                                      |
| 2007年11月29日 | 魔界戦記ディスガイアPORTABLE 通信対戦はじめました。         | PlayStation Portable |                                      |
| 2008年01月31日 | 魔界戦記ディスガイア3                                       | PlayStation 3        |                                      |
| 2008年02月28日 | トリノホシ 〜Aerial Planet〜                                | PlayStation 2        | 開発:エヌケーシステム                |
| 2008年03月06日 | 奈落の城 一柳和、2度目の受難                                | PlayStation 2        |                                      |
| 2008年06月26日 | ジグソーワールド 大激闘!ジグバトル・ヒーローズ              | ニンテンドーDS       |                                      |
| 2008年06月26日 | 魔界戦記ディスガイア 魔界の王子と赤い月                     | ニンテンドーDS       | 開発:システムプリズマ                |
| 2008年07月24日 | インフィニットループ 古城が見せた夢                         | PlayStation Portable |                                      |
| 2008年08月07日 | 流行り神2PORTABLE 警視庁怪異事件ファイル                    | PlayStation Portable | 開発:オーツー                        |
| 2008年08月07日 | マール王国の人形姫 天使が奏でる愛のうた                     | ニンテンドーDS       | 開発:オーツー                        |
| 2008年11月20日 | プリニー 〜オレが主人公でイイんスか?〜                      | PlayStation Portable |                                      |
| 2008年11月27日 | ザ・コンビニニンテンドーDS 大人の経営トレーニング           | ニンテンドーDS       | 開発:ハムスター                      |
| 2009年03月12日 | ファントム・ブレイブWii                                     | Wii                  | 開発:システムプリズマ                |
| 2009年03月19日 | 夢想灯籠                                                    | PlayStation Portable | 開発:フォグ                          |
| 2009年03月26日 | 魔界戦記ディスガイア2PORTABLE                               | PlayStation Portable |                                      |
| 2009年03月31日 | Let's 全力ヒッチハイク!!!!!!!!!                             | Wii                  | 開発:ドロップウェーブ                |
| 2009年05月28日 | ウィッチテイル 見習い魔女と7人の姫                          | ニンテンドーDS       | 開発:ヒットメーカー                  |
| 2009年06月11日 | 流行り神DS 都市伝説怪異事件                                 | ニンテンドーDS       |                                      |
| 2009年06月25日 | MARUHAN・パチンコ&パチスロ必勝ガイド協力 ザ・パチンコホール | ニンテンドーDS       | 開発:ハムスター                      |
| 2009年07月09日 | 流行り神2DS 都市伝説怪異事件                                | ニンテンドーDS       |                                      |
| 2009年08月06日 | 流行り神3 警視庁怪異事件ファイル                            | PlayStation Portable |                                      |
| 2009年09月17日 | 雨格子の館 PORTABLE 一柳和、最初の受難                      | PlayStation Portable |                                      |
| 2009年09月17日 | 魔界戦記ディスガイア3 ラズベリル編はじめました。            | PlayStation 3        |                                      |
| 2009年10月22日 | アンティフォナの聖歌姫 〜天使の楽譜 Op.A〜                  | PlayStation Portable | 開発:オーツー                        |
| 2009年11月01日 | ディスガイア インフィニット（ダウンロード版）               | PlayStation Portable |                                      |
| 2009年11月26日 | ラ・ピュセル†ラグナロック                                   | PlayStation Portable |                                      |
| 2009年12月17日 | 奈落の城 PORTABLE 一柳和、2度目の受難                       | PlayStation Portable |                                      |

#### 2010年代
| 発売日         | タイトル                                            | プラットフォーム     | ダ | 備考 |
| -------------- | --------------------------------------------------- | -------------------- | -- | --- |
| 2010年01月28日 | ラストリベリオン                                    | PlayStation 3        |    | 開発:ヒットメーカー |
| 2010年02月18日 | クラシックダンジョン 〜扶翼の魔装陣〜               | PlayStation Portable |    | 開発:システムプリズマ |
| 2010年02月25日 | 氷の墓標 一柳和、3度目の受難                        | PlayStation Portable |    | 開発:システムプリズマ |
| 2010年03月11日 | 絶対ヒーロー改造計画                                | PlayStation Portable |    | |
| 2010年03月25日 | プリニー2 〜特攻遊戯! 暁のパンツ大作戦ッス!!〜      | PlayStation Portable |    | |
| 2010年04月22日 | ディスガイア インフィニット（UMD版）                | PlayStation Portable |    | |
| 2010年06月24日 | うたの☆プリンスさまっ♪                              | PlayStation Portable |    | 発売:ブロッコリー |
| 2010年07月29日 | セカンドノベル 〜彼女の夏、15分の記憶〜             | PlayStation Portable |    | 開発:テクスト。 |
| 2010年09月16日 | BLUE ROSES 〜妖精と青い瞳の戦士たち〜               | PlayStation Portable |    | 開発:アポロソフト |
| 2010年10月28日 | ファントム・ブレイブ PORTABLE                       | PlayStation Portable |    | |
| 2010年11月18日 | クリミナルガールズ                                  | PlayStation Portable |    | 開発:イメージエポック |
| 2010年10月23日 | うたの☆プリンスさまっ♪ -Amazing Aria-               | PlayStation Portable |    | 発売:ブロッコリー |
| 2011年02月10日 | うたの☆プリンスさまっ♪ -Sweet Serenade-             | PlayStation Portable |    | 発売:ブロッコリー |
| 2011年02月24日 | 魔界戦記ディスガイア4                               | PlayStation 3        |    | |
| 2011年03月24日 | クラシックダンジョンX2                              | PlayStation Portable |    | 開発:システムプリズマ |
| 2011年05月16日 | 無限魔界ディスガイア                                | Android              |    | 配信:Gゲー |
| 2011年07月21日 | ビックリマン漢熟覇王 三位動乱戦創紀                 | ニンテンドー3DS      |    | |
| 2011年08月11日 | うたの☆プリンスさまっ♪ Repeat                       | PlayStation Portable |    | 発売:ブロッコリー |
| 2011年10月06日 | ファントム・キングダム POTABLE                      | PlayStation Portable |    | |
| 2011年10月27日 | 魔界戦記ディスガイア4 フーカ&デスコ編はじめました。 | PlayStation 3        |    | |
| 2011年11月24日 | うたの☆プリンスさまっ♪ MUSIC                        | PlayStation Portable |    | 発売:ブロッコリー |
| 2011年12月17日 | 魔界戦記ディスガイア3 Return                        | PlayStation Vita     |    | |
| 2012年03月14日 | Webファントム・ブレイブ                             | ウェブゲーム         | ●  | 運営・配信:ガマニアデジタルエンターテインメント                                                                                         |
| 2012年03月15日 | 迷宮塔路レガシスタ                                  | PlayStation 3        |    | 開発:システムプリズマ |
| 2012年05月24日 | うたの☆プリンスさまっ♪ Debut                        | PlayStation Portable |    | 発売:ブロッコリー |
| 2012年07月26日 | 洞窟物語3D                                          | ニンテンドー3DS      |    | |
| 2012年08月23日 | 特殊報道部                                          | PlayStation Vita     |    | 共同開発:名古屋テレビ放送（メ〜テレ）                                                                                                   |
| 2012年08月14日 | クラシックダンジョンX2                              | Microsoft Windows    | ●  | 開発:システムプリズマ |
| 2012年09月24日 | ディスガイア魔界コレクション                        | フィーチャーフォン   |    | 配信:GREE |
| 2012年10月15日 | ディスガイア魔界コレクション                        | Android              |    | 配信:GREE |
| 2012年11月29日 | MISSINGPARTS the TANTEI stories Complete            | PlayStation Portable |    | |
| 2012年12月21日 | ディスガイア魔界コレクション                        | フィーチャーフォン   |    | 配信:ヤマダゲーム |
| 2012年12月21日 | ディスガイア魔界コレクション                        | Android              |    | 配信:ヤマダゲーム |
| 2013年01月24日 | 神様と運命革命のパラドクス                          | PlayStation 3        |    | |
| 2013年03月07日 | うたの☆プリンスさまっ♪ All Star                     | PlayStation Portable |    | 発売:ブロッコリー |
| 2013年03月20日 | ディスガイア D2                                     | PlayStation 3        |    | |
| 2013年04月25日 | ディスガイア レギオンバトル                         | Android              |    | 配信:Gゲー |
| 2013年05月23日 | Z/X 絶界の聖戦                                      | PlayStation 3        |    | |
| 2013年07月25日 | 魔女と百騎兵                                        | PlayStation 3        |    | 開発:ノラ |
| 2013年09月05日 | うたの☆プリンスさまっ♪ MUSIC2                       | PlayStation Portable |    | 発売:ブロッコリー |
| 2013年09月26日 | アルカディアスの戦姫                                | PlayStation 3        |    | 開発:アポロソフト/メビウス |
| 2013年10月24日 | 神々の悪戯                                          | PlayStation Portable |    | 発売:ブロッコリー |
| 2013年11月28日 | クリミナルガールズ INVITATION                       | PlayStation Vita     |    | |
| 2014年01月30日 | 魔界戦記ディスガイア4 Return                        | PlayStation Vita     |    | |
| 2014年04月24日 | ハーレム天国だと思ったらヤンデレ地獄だった。        | PlayStation 3        |    | |
| 2014年06月19日 | htoL#NiQ －ホタルノニッキ－                         | PlayStation Vita     |    | |
| 2014年08月07日 | 真 流行り神                                         | PlayStation 3        |    | |
| 2014年08月07日 | 真 流行り神                                         | PlayStation Vita     |    | |
| 2014年09月25日 | 神様と運命覚醒のクロステーゼ                        | PlayStation 3        |    | |
| 2014年11月27日 | 大江戸BlackSmith                                    | PlayStation Vita     |    | |
| 2015年01月06日 | クリミナルガールズ ブーセ                           | ウェブゲーム         |    | 配信:DMMゲームズ |
| 2015年02月19日 | 風雨来記3                                           | PlayStation Vita     |    | |
| 2015年03月12日 | うたの☆プリンスさまっ♪ All Star After Secret        | PlayStation Portable |    | 発売:ブロッコリー |
| 2015年03月26日 | 魔界戦記ディスガイア5                               | PlayStation 4        |    | |
| 2015年09月25日 | 魔女と百騎兵 Revival                                | PlayStation 4        |    | |
| 2015年10月29日 | 夜廻                                                | PlayStation Vita     |    | |
| 2015年11月26日 | クリミナルガールズ2                                 | PlayStation Vita     |    | |
| 2016年02月25日 | 勇者死す。                                          | PlayStation Vita     |    | 開発:ピラミッド |
| 2016年04月21日 | 神々の悪戯 inFinite                                 | PlayStation Portable |    | 発売:ブロッコリー |
| 2016年04月21日 | 神々の悪戯 inFinite                                 | PlayStation Vita     |    | 発売:ブロッコリー |
| 2016年04月26日 | ロゼと黄昏の古城                                    | PlayStation Vita     |    | |
| 2016年05月26日 | クラシックダンジョン 戦国                           | PlayStation Vita     |    | |
| 2016年06月23日 | ルフランの地下迷宮と魔女ノ旅団                      | PlayStation Vita     |    | |
| 2016年07月07日 | 真 流行り神2                                        | PlayStation 3        |    | |
| 2016年07月07日 | 真 流行り神2                                        | PlayStation 4        |    | |
| 2016年07月07日 | 真 流行り神2                                        | PlayStation Vita     |    | |
| 2016年07月28日 | 世界一長い5分間                                     | PlayStation Vita     |    | 共同開発:SYUPRO-DX |
| 2016年11月24日 | プリンセスは金の亡者                                | PlayStation Vita     |    | |
| 2017年02月09日 | Emily Wants to Play                                 | PlayStation 4        | ●  | 開発:SKH Apps LLC. |
| 2017年02月09日 | Back to Bed                                         | PlayStation 3        | ●  | 開発:LOOT Interactive, LLC., Bedtime Digital Games,                                                                                     |
| 2017年02月09日 | Back to Bed                                         | PlayStation 4        | ●  | 開発:LOOT Interactive, LLC., Bedtime Digital Games,                                                                                     |
| 2017年02月09日 | Back to Bed                                         | PlayStation Vita     | ●  | 開発:LOOT Interactive, LLC., Bedtime Digital Games,                                                                                     |
| 2017年02月09日 | Nidhogg                                             | PlayStation 4        | ●  | 開発:Messhof LLC., Code Mystics, Inc.                                                                                                   |
| 2017年02月09日 | Nidhogg                                             | PlayStation Vita     | ●  | 開発:Messhof LLC., Code Mystics, Inc.                                                                                                   |
| 2017年02月23日 | 魔女と百騎兵2                                       | PlayStation 4        |    | |
| 2017年03月03日 | 魔界戦記ディスガイア5                               | Nintendo Switch      |    | |
| 2017年04月27日 | 追放選挙                                            | PlayStation 4        |    | 開発:レジスタ |
| 2017年04月27日 | 追放選挙                                            | PlayStation Vita     |    | 開発:レジスタ |
| 2017年06月08日 | The Sexy Brutale                                    | PlayStation 4        | ●  | 開発:Tequila Works & Cavalier Game Studios                                                                                              |
| 2017年07月13日 | ハコニワカンパニワークス                            | PlayStation 4        |    | |
| 2017年07月20日 | So Many Me                                          | PlayStation 4        | ●  | 開発:ORIGO Games LLC, Extend Interactive Co., Ltd                                                                                       |
| 2017年08月24日 | 深夜廻                                              | PlayStation 4        |    | |
| 2017年08月24日 | 深夜廻                                              | PlayStation Vita     |    | |
| 2017年09月07日 | 祝姫 -祀-                                           | PlayStation 4        |    | |
| 2017年09月07日 | 祝姫 -祀-                                           | PlayStation Vita     |    | |
| 2017年09月28日 | ルフランの地下迷宮と魔女ノ旅団                      | PlayStation 4        |    | |
| 2017年10月06日 | Nidhogg 2                                           | PlayStation 4        | ●  | 開発:Messhof |
| 2017年12月01日 | 真 流行り神                                         | iOS                  |    | |
| 2017年12月01日 | 真 流行り神                                         | Android              |    | |
| 2017年12月14日 | アンエピック -オタクの小さな大冒険-                 | PlayStation 4        | ●  | 開発:Francisco Téllez de Meneses |
| 2017年12月21日 | The Sexy Brutale                                    | Nintendo Switch      | ●  | 開発:Tequila Works & Cavalier Game Studios                                                                                              |
| 2018年02月15日 | 魔界ウォーズ                                        | Android              |    | 共同開発・運営:クローバーラボ |
| 2018年02月16日 | 魔界ウォーズ                                        | iOS                  |    | 共同開発・運営:クローバーラボ |
| 2018年02月22日 | Yonder 青と大地と雲の物語                           | PlayStation 4        | ●  | 開発:Prideful sloth |
| 2018年03月08日 | あなたの四騎姫教導譚                                | PlayStation 4        |    | |
| 2018年03月08日 | あなたの四騎姫教導譚                                | PlayStation Vita     |    | |
| 2018年03月08日 | あなたの四騎姫教導譚                                | Nintendo Switch      |    | |
| 2018年03月15日 | シルバー2425                                        | PlayStation 4        |    | 開発:アクティブゲーミングメディア |
| 2018年04月12日 | ロジック麻雀 創龍 四人打ち・三人打ち                | Nintendo Switch      | ●  | |
| 2018年04月26日 | 世界一長い5分間                                     | Nintendo Switch      | ●  | 共同開発:SYUPRO-DX |
| 2018年04月26日 | プリンセスは金の亡者                                | Nintendo Switch      | ●  | |
| 2018年05月31日 | 嘘つき姫と盲目王子                                  | PlayStation 4        |    | |
| 2018年05月31日 | 嘘つき姫と盲目王子                                  | PlayStation Vita     |    | |
| 2018年05月31日 | 嘘つき姫と盲目王子                                  | Nintendo Switch      |    | |
| 2018年06月28日 | イースVIII -Lacrimosa of DANA-                      | Nintendo Switch      |    | 開発:日本ファルコム |
| 2018年07月05日 | Yonder 青と大地と雲の物語                           | Nintendo Switch      | ●  | 開発:Prideful sloth |
| 2018年07月19日 | CLOSED NIGHTMARE                                    | PlayStation 4        |    | |
| 2018年07月19日 | CLOSED NIGHTMARE                                    | Nintendo Switch      |    | |
| 2018年07月26日 | 魔界戦記ディスガイア Refine                         | PlayStation 4        |    | |
| 2018年07月26日 | 魔界戦記ディスガイア Refine                         | Nintendo Switch      |    | |
| 2018年08月29日 | Arcane Chess                                        | iOS                  |    | |
| 2018年08月29日 | Arcane Chess                                        | Android              |    | |
| 2018年09月27日 | ルフランの地下迷宮と魔女ノ旅団                      | Nintendo Switch      |    | |
| 2018年10月25日 | 夜廻と深夜廻 for Nintendo Switch                    | Nintendo Switch      |    | |
| 2018年11月22日 | Hand of Fate 2                                      | Nintendo Switch      | ●  | 開発:Defiant Development |
| 2018年11月29日 | ラピス・リ・アビス                                  | PlayStation 4        |    | |
| 2018年11月29日 | ラピス・リ・アビス                                  | Nintendo Switch      |    | |
| 2018年12月13日 | Nidhogg 2                                           | Nintendo Switch      | ●  | 開発:Messhof |
| 2018年12月20日 | Rainbow Skies                                       | PlayStation 4        |    | 開発:Eastasiasoft Limited / SideQuest Studios                                                                                           |
| 2018年12月20日 | Rainbow Skies                                       | PlayStation Vita     | ●  | 開発:Eastasiasoft Limited / SideQuest Studios                                                                                           |
| 2019年01月25日 | 夜廻                                                | DMM GAMES            | ●  | |
| 2019年01月25日 | 深夜廻                                              | DMM GAMES            | ●  | |
| 2019年03月14日 | DESTINY CONNECT                                     | PlayStation 4        |    | 共同開発:SYUPRO-DX |
| 2019年03月14日 | DESTINY CONNECT                                     | Nintendo Switch      |    | 共同開発:SYUPRO-DX |
| 2019年03月19日 | 魔界戦記ディスガイアRPG                             | iOS                  |    | 開発協力:ドリコム 運営・配信:フォワードワークス→ドリコム 2021年12月13日より『魔界戦記ディスガイアRPG〜最凶魔王決定戦!〜』へリニューアル |
| 2019年03月19日 | 魔界戦記ディスガイアRPG                             | Android              |    | 開発協力:ドリコム 運営・配信:フォワードワークス→ドリコム 2021年12月13日より『魔界戦記ディスガイアRPG〜最凶魔王決定戦!〜』へリニューアル |
| 2019年04月25日 | 殺人探偵ジャック・ザ・リッパー                      | PlayStation 4        |    | |
| 2019年04月25日 | 殺人探偵ジャック・ザ・リッパー                      | Nintendo Switch      |    | |
| 2019年06月27日 | じんるいのみなさまへ                                | PlayStation 4        |    | 開発：アクワイア |
| 2019年06月27日 | じんるいのみなさまへ                                | Nintendo Switch      |    | 開発：アクワイア |
| 2019年07月18日 | 真 流行り神1・2パック                               | Nintendo Switch      |    | |
| 2019年07月27日 | 夜廻                                                | iOS                  |    | |
| 2019年07月27日 | 夜廻                                                | Android              |    | |
| 2019年08月29日 | 深夜廻                                              | iOS                  |    | |
| 2019年08月29日 | 深夜廻                                              | Android              |    | |
| 2019年10月31日 | 魔界戦記ディスガイア4 Return                        | PlayStation 4        |    | |
| 2019年10月31日 | 魔界戦記ディスガイア4 Return                        | Nintendo Switch      |    | |

#### 2020年代
| 発売日         | タイトル                                               | プラットフォーム | ダ | 備考 |
| -------------- | ------------------------------------------------------ | ---------------- | -- | --- |
| 2020年01月23日 | void tRrLM(); //ボイド・テラリウム                     | PlayStation 4    |    | |
| 2020年01月23日 | void tRrLM(); //ボイド・テラリウム                     | Nintendo Switch  |    | |
| 2020年02月27日 | ケモノヒーローズ                                       | Nintendo Switch  | ●  | 開発:Mad Gear Games S.L. |
| 2020年03月19日 | 英雄伝説 閃の軌跡III                                   | Nintendo Switch  |    | 開発:日本ファルコム |
| 2020年04月23日 | ボク姫PROJECT                                          | PlayStation 4    |    | 開発:ウィザードソフト |
| 2020年04月23日 | ボク姫PROJECT                                          | Nintendo Switch  |    | 開発:ウィザードソフト |
| 2020年05月29日 | 嘘つき姫と盲目王子                                     | iOS              |    | |
| 2020年05月29日 | 嘘つき姫と盲目王子                                     | Android          |    | |
| 2020年06月25日 | 少女地獄のドクムス〆                                   | PlayStation 4    |    | |
| 2020年06月25日 | 少女地獄のドクムス〆                                   | Nintendo Switch  |    | |
| 2020年07月30日 | 夜、灯す                                               | PlayStation 4    |    | 開発:メビウス |
| 2020年07月30日 | 夜、灯す                                               | Nintendo Switch  |    | 開発:メビウス |
| 2020年10月22日 | 羽ばたくヒーロー                                       | Nintendo Switch  | ●  | 開発:Subtle Boom |
| 2020年10月29日 | MAD RAT DEAD                                           | PlayStation 4    |    | |
| 2020年10月29日 | MAD RAT DEAD                                           | Nintendo Switch  |    | |
| 2020年11月12日 | プリニー1・2                                           | Nintendo Switch  |    | 『プリニー』『プリニー2』を移植したパッケージ版 ダウンロード版は個別に発売                                                                     |
| 2020年11月26日 | ガレリアの地下迷宮と魔女ノ旅団                         | PlayStation Vita |    | |
| 2020年11月26日 | ガレリアの地下迷宮と魔女ノ旅団                         | PlayStation 4    |    | |
| 2021年01月28日 | 魔界戦記ディスガイア6                                  | PlayStation 4    |    | |
| 2021年01月28日 | 魔界戦記ディスガイア6                                  | Nintendo Switch  |    | |
| 2021年02月05日 | ボク姫PROJECT                                          | DLsite           | ●  | |
| 2021年02月12日 | ボク姫PROJECT                                          | DMM              | ●  | |
| 2021年02月18日 | void tRrLM(); ++ver; //ボイド・テラリウム・プラス      | PlayStation 5    |    | |
| 2021年03月18日 | 英雄伝説 閃の軌跡IV                                    | Nintendo Switch  |    | 開発:日本ファルコム |
| 2021年04月08日 | Maiden & Spell                                         | Nintendo Switch  | ●  | 開発:mino_dev LLC |
| 2021年05月27日 | 探偵撲滅                                               | PlayStation 4    |    | |
| 2021年05月27日 | 探偵撲滅                                               | Nintendo Switch  |    | |
| 2021年06月24日 | わるい王様とりっぱな勇者                               | PlayStation 4    |    | |
| 2021年06月24日 | わるい王様とりっぱな勇者                               | Nintendo Switch  |    | |
| 2021年07月08日 | 風雨来記4                                              | PlayStation 4    |    | |
| 2021年07月08日 | 風雨来記4                                              | Nintendo Switch  |    | |
| 2021年07月29日 | 真 流行り神3                                           | PlayStation 4    |    | 開発:ウィザードソフト |
| 2021年07月29日 | 真 流行り神3                                           | Nintendo Switch  |    | 開発:ウィザードソフト |
| 2021年08月26日 | ソウルクレイドル 世界を喰らう者                        | Nintendo Switch  | ●  | |
| 2021年08月26日 | ファントム・ブレイブ                                   | Nintendo Switch  | ●  | |
| 2021年09月02日 | Darkwood                                               | PlayStation 4    | ●  | 開発:Crunching Koalas / Acid Wizard Studio |
| 2021年09月02日 | Darkwood                                               | Nintendo Switch  | ●  | 開発:Crunching Koalas / Acid Wizard Studio |
| 2021年09月09日 | イースIX -Monstrum NOX-                                | Nintendo Switch  |    | 開発:日本ファルコム |
| 2021年10月15日 | ボク姫PROJECT                                          | Steam            | ●  | |
| 2021年10月28日 | こちら、母なる星より                                   | PlayStation 4    |    | 開発:デイジーワールド |
| 2021年10月28日 | こちら、母なる星より                                   | Nintendo Switch  |    | 開発:デイジーワールド |
| 2021年11月11日 | ガレリアの地下迷宮と魔女ノ旅団                         | Nintendo Switch  |    | |
| 2021年11月25日 | アサツグトリ                                           | PlayStation 4    |    | |
| 2021年11月25日 | アサツグトリ                                           | Nintendo Switch  |    | |
| 2022年01月27日 | 屍喰らいの冒険メシ                                     | PlayStation 4    |    | |
| 2022年01月27日 | 屍喰らいの冒険メシ                                     | Nintendo Switch  |    | |
| 2022年03月31日 | ファントム・キングダム                                 | Nintendo Switch  | ●  | |
| 2022年03月31日 | 絶対ヒーロー改造計画                                   | Nintendo Switch  | ●  | |
| 2022年04月21日 | 夜廻三                                                 | PlayStation 4    |    | |
| 2022年04月21日 | 夜廻三                                                 | Nintendo Switch  |    | |
| 2022年06月16日 | 魔界戦記ディスガイア6                                  | PlayStation 5    |    | |
| 2022年06月30日 | void* tRrLM2(); //ボイド・テラリウム2                  | PlayStation 4    |    | |
| 2022年06月30日 | void* tRrLM2(); //ボイド・テラリウム2                  | Nintendo Switch  |    | |
| 2022年07月28日 | グリムグリモア OnceMore                                | PlayStation 4    |    | 開発:ヴァニラウェア |
| 2022年07月28日 | グリムグリモア OnceMore                                | Nintendo Switch  |    | 開発:ヴァニラウェア |
| 2022年10月27日 | マール王国の人形姫                                     | Nintendo Switch  | ●  | |
| 2022年10月27日 | ラ・ピュセル†ラグナロック                              | Nintendo Switch  | ●  | |
| 2023年01月26日 | 魔界戦記ディスガイア7                                  | PlayStation 5    |    | |
| 2023年01月26日 | 魔界戦記ディスガイア7                                  | PlayStation 4    |    | |
| 2023年01月26日 | 魔界戦記ディスガイア7                                  | Nintendo Switch  |    | |
| 2023年06月29日 | シカトリス                                             | PlayStation 5    |    | |
| 2023年06月29日 | シカトリス                                             | PlayStation 4    |    | |
| 2023年06月29日 | シカトリス                                             | Nintendo Switch  |    | |
| 2023年07月27日 | 流行り神1・2・3パック                                  | PlayStation 5    |    | 『流行り神』『流行り神2』『流行り神3』を移植したパッケージ版 ダウンロード版は個別に発売                                                        |
| 2023年07月27日 | 流行り神1・2・3パック                                  | PlayStation 4    |    | 『流行り神』『流行り神2』『流行り神3』を移植したパッケージ版 ダウンロード版は個別に発売                                                        |
| 2023年07月27日 | 流行り神1・2・3パック                                  | Nintendo Switch  |    | 『流行り神』『流行り神2』『流行り神3』を移植したパッケージ版 ダウンロード版は個別に発売                                                        |
| 2023年08月31日 | 英雄伝説 零の軌跡：改                                  | Nintendo Switch  |    | 開発:日本ファルコム |
| 2023年08月31日 | 英雄伝説 碧の軌跡：改                                  | Nintendo Switch  |    | 開発:日本ファルコム |
| 2023年10月26日 | 役づくりパズル ゆめいろユラム                          | PlayStation 4    |    | |
| 2023年10月26日 | 役づくりパズル ゆめいろユラム                          | Nintendo Switch  |    | |
| 2023年12月21日 | リトルプリンセス マール王国の人形姫2                   | Nintendo Switch  | ●  | |
| 2023年12月21日 | リトルプリンセス マール王国の人形姫2                   | PlayStation 5    | ●  | |
| 2023年12月21日 | 天使のプレゼント マール王国物語                        | Nintendo Switch  | ●  | |
| 2023年12月21日 | 天使のプレゼント マール王国物語                        | PlayStation 5    | ●  | |
| 2024年02月29日 | BAR ステラアビス                                       | PlayStation 5    |    | |
| 2024年02月29日 | BAR ステラアビス                                       | PlayStation 4    |    | |
| 2024年02月29日 | BAR ステラアビス                                       | Nintendo Switch  |    | |
| 2024年07月25日 | 魔界戦記ディスガイア7 これまでの全部入りはじめました。 | PlayStation 5    |    | |
| 2024年07月25日 | 魔界戦記ディスガイア7 これまでの全部入りはじめました。 | PlayStation 4    |    | |
| 2024年07月25日 | 魔界戦記ディスガイア7 これまでの全部入りはじめました。 | Nintendo Switch  |    | |
| 2024年08月29日 | マール王国の人形姫 25th ANNIVERSARY COLLECTION         | Nintendo Switch  |    | 『マール王国の人形姫』『リトルプリンセス』『天使のプレゼント』を収録した数量限定パッケージ版 『マール王国の人形姫』はPS5用ダウンロード版も発売 |
| 2024年08月29日 | マール王国の人形姫 25th ANNIVERSARY COLLECTION         | PlayStation 5    |    | 『マール王国の人形姫』『リトルプリンセス』『天使のプレゼント』を収録した数量限定パッケージ版 『マール王国の人形姫』はPS5用ダウンロード版も発売 |
| 2025年1月30日  | ファントム・ブレイブ 幽霊船団と消えた英雄              | Nintendo Switch  |    | |
| 2025年1月30日  | ファントム・ブレイブ 幽霊船団と消えた英雄              | PlayStation 5    |    | |
| 2025年1月30日  | ファントム・ブレイブ 幽霊船団と消えた英雄              | PlayStation 4    |    | |
| 2025年1月30日  | ファントム・ブレイブ 幽霊船団と消えた英雄              | Steam            |    | |
| 2025年2月27日  | クラシックダンジョンX3                                 | Nintendo Switch  |    | |
| 2025年2月27日  | クラシックダンジョンX3                                 | PlayStation 5    |    | |
| 2025年2月27日  | クラシックダンジョンX3                                 | PlayStation 4    |    | |

## ビデオグラム
NIS Americaより発売された日本製アニメの北米版
| 発売年 | タイトル                                     | 原題                                     |
| ------ | -------------------------------------------- | ---------------------------------------- |
| 2010年 | Toradora! (DVD)                              | とらドラ!                                |
| 2010年 | PERSONA -trinity soul-                       | ペルソナ 〜トリニティ・ソウル〜          |
| 2010年 | PandoraHearts                                | PandoraHearts                            |
| 2011年 | Our Home's Fox Deity                         | 我が家のお稲荷さま。                     |
| 2011年 | WAGNARIA!!                                   | WORKING!!                                |
| 2011年 | Katanagatari                                 | 刀語                                     |
| 2011年 | Arakawa Under the Bridge                     | 荒川アンダー ザ ブリッジ                 |
| 2012年 | kimi ni todoke -From Me to You-              | 君に届け                                 |
| 2012年 | House of Five Leaves                         | さらい屋 五葉                            |
| 2012年 | Occult Academy                               | 世紀末オカルト学院                       |
| 2012年 | Zakuro                                       | おとめ妖怪 ざくろ                        |
| 2012年 | anohana: The Flower We Saw That Day          | あの日見た花の名前を僕達はまだ知らない。 |
| 2012年 | BRAVE10                                      | BRAVE10                                  |
| 2012年 | bunny drop                                   | うさぎドロップ                           |
| 2012年 | Ghastly Prince Enma Burning Up               | Dororonえん魔くん メ〜ラめら             |
| 2012年 | Umineko WHEN THEY CRY                        | うみねこのなく頃に                       |
| 2013年 | Ground Control to Psychoelectric Girl        | 電波女と青春男                           |
| 2013年 | Hanasaku Iroha ~ Blossoms for Tomorrow ~     | 花咲くいろは                             |
| 2013年 | The Princess and the Pilot                   | とある飛空士への追憶                     |
| 2013年 | The Everyday Tales of a Cat God              | 猫神やおよろず                           |
| 2013年 | Natsume's Book of Friend                     | 夏目友人帳                               |
| 2013年 | Daily Lives of High School Boys              | 男子高校生の日常                         |
| 2013年 | YURUYURI                                     | ゆるゆり                                 |
| 2013年 | BRAVE 10                                     | BRAVE10                                  |
| 2014年 | YURUYURI♪♪                                   | ゆるゆり♪♪                               |
| 2014年 | WAGNARIA!!2                                  | WORKING'!!                               |
| 2014年 | Nyaruko: Crawling with Love! (First Season)  | 這いよれ! ニャル子さん                   |
| 2014年 | Fusé: Memoirs of a Huntress                  | 伏 鉄砲娘の捕物帳                        |
| 2014年 | Toradora! (Blu-ray/DVD combo)                | とらドラ!                                |
| 2014年 | CARDCAPTOR SAKURA                            | カードキャプターさくら                   |
| 2014年 | Love Live! School Idol Project (1st Season)  | ラブライブ!（第1期）                     |
| 2014年 | Hanasaku Iroha the Movie ~ HOME SWEET HOME ~ | 劇場版 花咲くいろは HOME SWEET HOME      |
| 2014年 | Nyaruko: Crawling with Love! (Second Season) | 這いよれ! ニャル子さんW                  |
| 2015年 | The Eccentric Family                         | 有頂天家族                               |
| 2015年 | Genshiken Second Generation                  | げんしけん二代目                         |
| 2015年 | Chronicles of the Going Home Club            | 帰宅部活動記録                           |
| 2015年 | A Lull in the Sea                            | 凪のあすから                             |
| 2015年 | My Little Monster                            | となりの怪物くん                         |
| 2015年 | The Troubled Life of Miss Kotoura            | 琴浦さん                                 |
| 2015年 | The Pilot's Love Song                        | とある飛空士への恋歌                     |
| 2015年 | If Her Flag Breaks                           | 彼女がフラグをおられたら                 |
| 2016年 | Love Live! School Idol Project (2nd Season)  | ラブライブ!（第2期）                     |
| 2016年 | Love Live! School Idol Movie                 | ラブライブ!The School Idol Movie         |

## その他
- UMD『ガスト＆日本一 トリプルオモチャバコ』[40]
- PS3『クロスエッジ』[41]、PS3『トリニティ・ユニバース』[42]
- PS3『超次元ゲイム ネプテューヌ』、PS3『超次元ゲイム ネプテューヌmk2』 - 日本一ソフトウェアが擬人化されたキャラクターが登場する[43][44]。
- ビックリマンチョコ新シリーズ『ビックリマン 漢熟覇王』[45]
- トレーディングカードゲーム『Z/X』（ゼクス） - ブロッコリーとのコラボレーション企画[46]。
- カードゲーム『日本一ソフトウェアオールスターズ』 - カードゲーム『ドミニオン』とのコラボレーション[47]。
- ディオンエンターテインメント『萌。（もえたま）』 - ディオンエンターテインメント運営のSNS型ポータルサイト。2012年12月19日正式サービス開始[48]。2013年12月19日サービス終了[49]。

## ラジオ
『BLUE ROSES×日本一RADIO』のタイトルで、2010年7月13日よりHiBiKi Radio Stationにて配信開始、2018年6月まで8年間続いた。2010年7月13日から2012年1月25日まで毎週水曜日、2012年2月1日から2017年4月5日まで隔週水曜日、2017年4月19日から2018年6月20日（最終回）まで第1・第3水曜日更新。発売直前直後の旬の時期（強化期間）にある日本一ソフトウェアのゲームソフトのタイトル名をラジオタイトルに一定期間取り入れている。
パーソナリティ

- メインパーソナリティ
  - 間島淳司（『魔界戦記ディスガイアシリーズ』プリニー 役）
    - 2010年7月13日 - 2018年6月20日

- アシスタントパーソナリティ
  - 今井麻美（『魔界戦記ディスガイア4』エミーゼル 役、『勇者死す。』天使ユリア 役「日本一RADIO死す。」から変更）
    - 2010年10月27日 - 2018年6月20日

  - 三森すずこ（『魔界戦記ディスガイア4』風祭フーカ 役）
    - 2010年10月27日 - 2018年6月20日

- サブパーソナリティ
  - 各ラジオの強化期間のゲームキャラを演じている声優が務める場合がある。

| ラジオ名                                                                    | 強化期間ゲームタイトル                       | 期間                           | 回（通算） | パーソナリティ                                                            |
| --------------------------------------------------------------------------- | -------------------------------------------- | ------------------------------ | ---------- | ------------------------------------------------------------------------- |
| BLUE ROSES×日本一RADIO                                                      | BLUE ROSES 〜妖精と青い瞳の戦士たち〜        | 2010年7月13日 - 10月20日       | 14(14)     | 間島淳司、喜多村英梨（アリシア 役）                                       |
| 魔界戦記ディスガイア4×日本一RADIO                                           | 魔界戦記ディスガイア4                        | 2010年10月27日 - 2012年1月25日 | 66(80)     | 間島淳司、今井麻美、三森すずこ                                            |
| レガシスタ×日本一RADIO                                                      | 迷宮塔路レガシスタ                           | 2012年2月1日 - 6月6日          | 10(90)     | 間島淳司、今井麻美、三森すずこ                                            |
| 日本一RADIO                                                                 |                                              | 2012年6月20日 - 10月10日       | 8(98)      | 間島淳司、今井麻美、三森すずこ                                            |
| 神パラ×日本一RADIO                                                          | 神様と運命革命のパラドクス                   | 2012年11月7日 - 2013年2月13日  | 8(106)     | 間島淳司、今井麻美、三森すずこ、徳井青空（早乙女リリエル 役）             |
| ディスガイアD2×日本一RADIO                                                  | ディスガイア D2                              | 2013年2月27日 - 7月17日        | 11(117)    | 間島淳司、今井麻美、三森すずこ                                            |
| 魔女と百騎兵×日本一RADIO                                                    | 魔女と百騎兵                                 | 2013年7月31日 - 8月31日        | 3(120)     | 間島淳司、今井麻美、三森すずこ                                            |
| アルカディアスの戦姫×日本一RADIO                                            | アルカディアスの戦姫                         | 2013年9月11日 - 10月23日       | 4(124)     | 間島淳司、今井麻美、三森すずこ                                            |
| クリミナルガールズ INVITATION×日本一RADIO                                   | クリミナルガールズ INVITATION                | 2013年11月6日 - 12月18日       | 4(128)     | 間島淳司、今井麻美、三森すずこ                                            |
| 魔界戦記ディスガイア4 Return×日本一RADIO                                    | 魔界戦記ディスガイア4 Return                 | 2014年1月1日 - 3月12日         | 6(134)     | 間島淳司、今井麻美、三森すずこ                                            |
| ハーレムRADIOだと思ったらヤンデレRADIOだったかと思ったら日本一RADIOだった。 | ハーレム天国だと思ったらヤンデレ地獄だった。 | 2014年3月26日 - 4月23日        | 3(137)     | 間島淳司、今井麻美、三森すずこ                                            |
| 神様と運命覚醒のクロステーゼ×日本一RADIO                                    | 神様と運命覚醒のクロステーゼ                 | 2014年5月7日 - 7月16日         | 6(143)     | 間島淳司、今井麻美、三森すずこ、原由実（東江アルル 役）                   |
| 真 流行り神×日本一RADIO                                                     | 真 流行り神                                  | 2014年7月30日                  | SP(144)    | 間島淳司、今井麻美、三森すずこ、原由実                                    |
| 神様と運命覚醒のクロステーゼ×日本一RADIO                                    | 神様と運命覚醒のクロステーゼ                 | 2014年8月13日 - 9月24日        | 4(148)     | 間島淳司、今井麻美、三森すずこ、原由実                                    |
| 魔界戦記ディスガイア5×日本一RADIO                                           | 魔界戦記ディスガイア5                        | 2014年10月8日 - 2015年8月13日  | 23(171)    | 間島淳司、今井麻美、三森すずこ、ブリドカットセーラ恵美（セラフィーヌ 役） |
| 日本一RADIO死す。                                                           | 勇者死す。                                   | 2015年8月26日 - 2016年3月23日  | 16(187)    | 間島淳司、今井麻美、三森すずこ                                            |
| ルフランの地下迷宮と魔女ノ旅団×日本一RADIO                                  | ルフランの地下迷宮と魔女ノ旅団               | 2016年4月6日 - 10月19日        | 15(202)    | 間島淳司、今井麻美、三森すずこ、仙台エリ（ドロニア 役）                   |
| 魔女と百騎兵2×日本一RADIO                                                   | 魔女と百騎兵2                                | 2016年11月2日 - 2017年4月5日   | 12(214)    | 間島淳司、今井麻美、三森すずこ、潘めぐみ（ミルム/チェルカ 役）            |
| 追放選挙×日本一RADIO                                                        | 追放選挙                                     | 2017年4月19日 - 6月21日        | 5(219)     | 間島淳司、今井麻美、三森すずこ                                            |
| ハコニワカンパニワークス×日本一RADIO                                        | ハコニワカンパニワークス                     | 2017年7月5日 - 9月20日         | 6(225)     | 間島淳司、今井麻美、三森すずこ                                            |
| ルフランの地下迷宮と魔女ノ旅団×日本一RADIO                                  | ルフランの地下迷宮と魔女ノ旅団（PS4版）      | 2017年10月4日 - 11月15日       | 4(229)     | 間島淳司、今井麻美、三森すずこ                                            |
| あなたの四騎姫教導譚×日本一RADIO                                            | あなたの四騎姫教導譚                         | 2017年12月6日 - 2018年3月21日  | 6(237)     | 間島淳司、今井麻美、三森すずこ                                            |
| シルバー2425×日本一RADIO                                                    | シルバー2425                                 | 2018年2月21日                  | SP(235)    | 間島淳司、今井麻美、三森すずこ                                            |
| 日本一RADIO                                                                 | 魔界ウォーズ                                 | 2018年4月4日                   | 1(238)     | 間島淳司、今井麻美、三森すずこ                                            |
| 日本一RADIO Final                                                           | 毎回変更                                     | 2018年4月18日 - 2018年6月20日  | 5(243)     | 間島淳司、今井麻美、三森すずこ                                            |

## Web
NTTプライム・スクウェア社が行うマルチクラウド型デジタルコンテンツ配信サービス「Fan+（ファンプラス）」にて、2011年12月12日から、電撃PlayStation取材による『日本一の電撃はっぴょうかい!?』の動画配信を開始。毎月1回不定期で販売。「日本一ソフトウェア」ショップは、2012年11月30日に閉店となった。

## チャリティーコンサート
2003年8月23日に岐阜県各務原市民会館で「日本一ソフトウェア10周年記念のチャリティーコンサート」が開催された。出演者は、同社の数々の音楽を手がけた佐藤天平、マール王国の人形姫シリーズからクルル役の川村万梨阿とクレア役の大谷育江の3人で、2時間に渡って15曲を披露した。後にCDがリリースされている。

## プリニークラブ

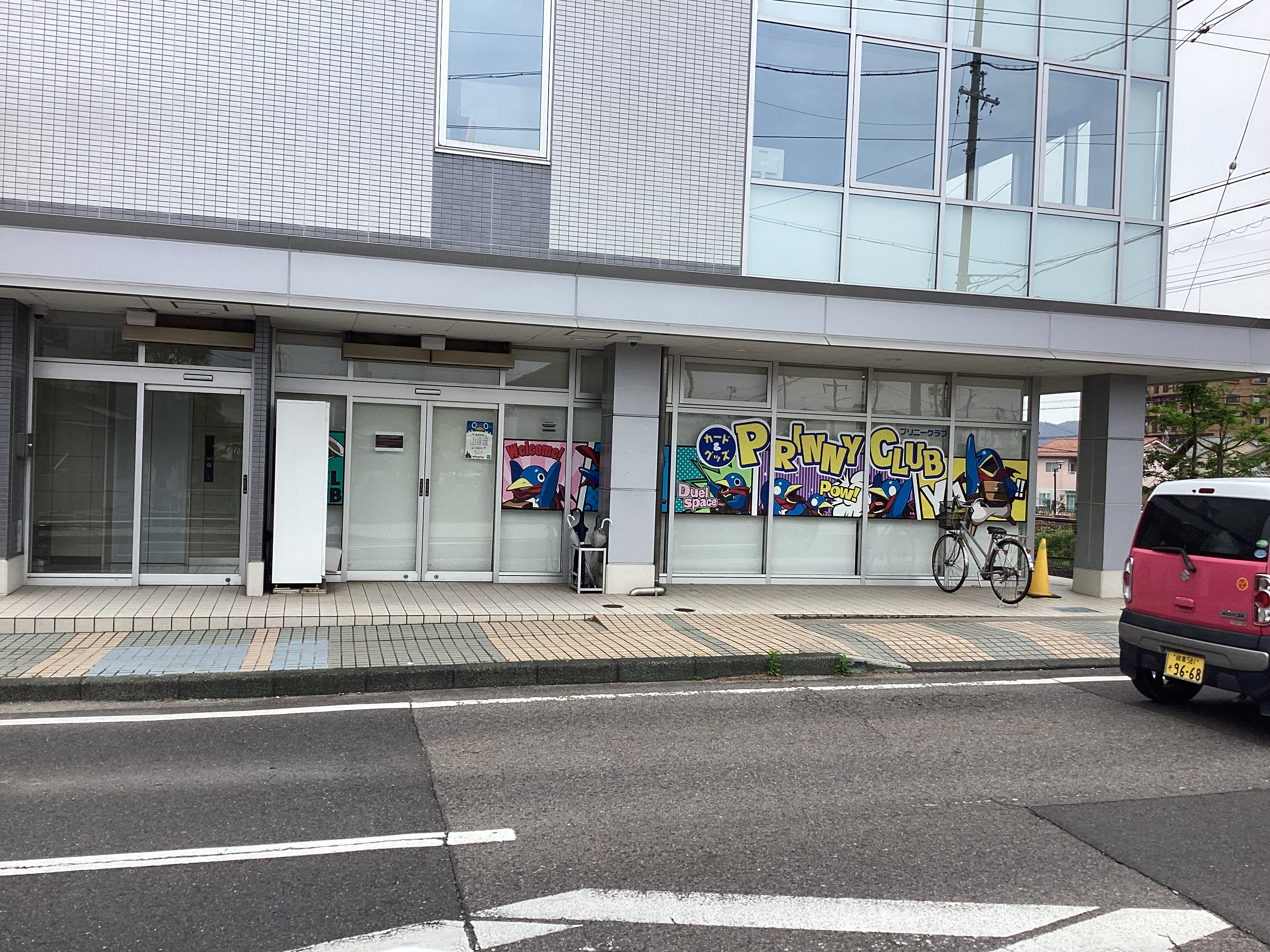
店舗外観

日本一ソフトウェアウェアが運営するカード・グッズショップ。本社近隣の各務原市蘇原月丘町に所在する。日本一ソフトウェアのグッズや、運営会社のカードゲームの関連商品を販売している。店内にはデュエルスペースが設けられており、対戦できるようになっている。また公式オンラインショップ「nippon1.jpショップ」で扱っていない商品なども販売している。
なお開店当初、店舗は各務原市内の別の場所にあったが、2019年4月に現在地へ移転した。また、かつては金山店も存在したが、2017年8月23日に閉店した。